# Turquesa (color)

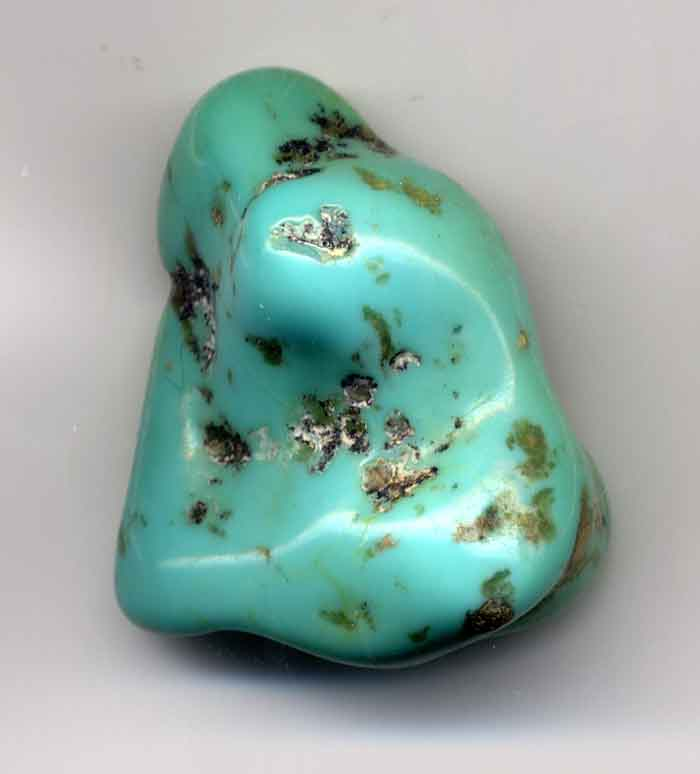
La piedra preciosa llamada turquesa, mineral compuesto básicamente de fosfato de aluminio y cobre

El turquesa es un color azul verde semiclaro o cian semisaturado. Recibe su nombre de la gema turquesa.
Este color está comprendido en los acervos iconolingüísticos tradicionales de las culturas asiática, europea, norteamericana y mesoamericana.
A los colores similares al turquesa se los denomina aturquesados.

## Sinonimia
A este color se le llama también azul turquesa y turquesa oriental, y ha sido llamado turquesado y turquí.

## Usos

### Antiguas culturas mesoamericanas

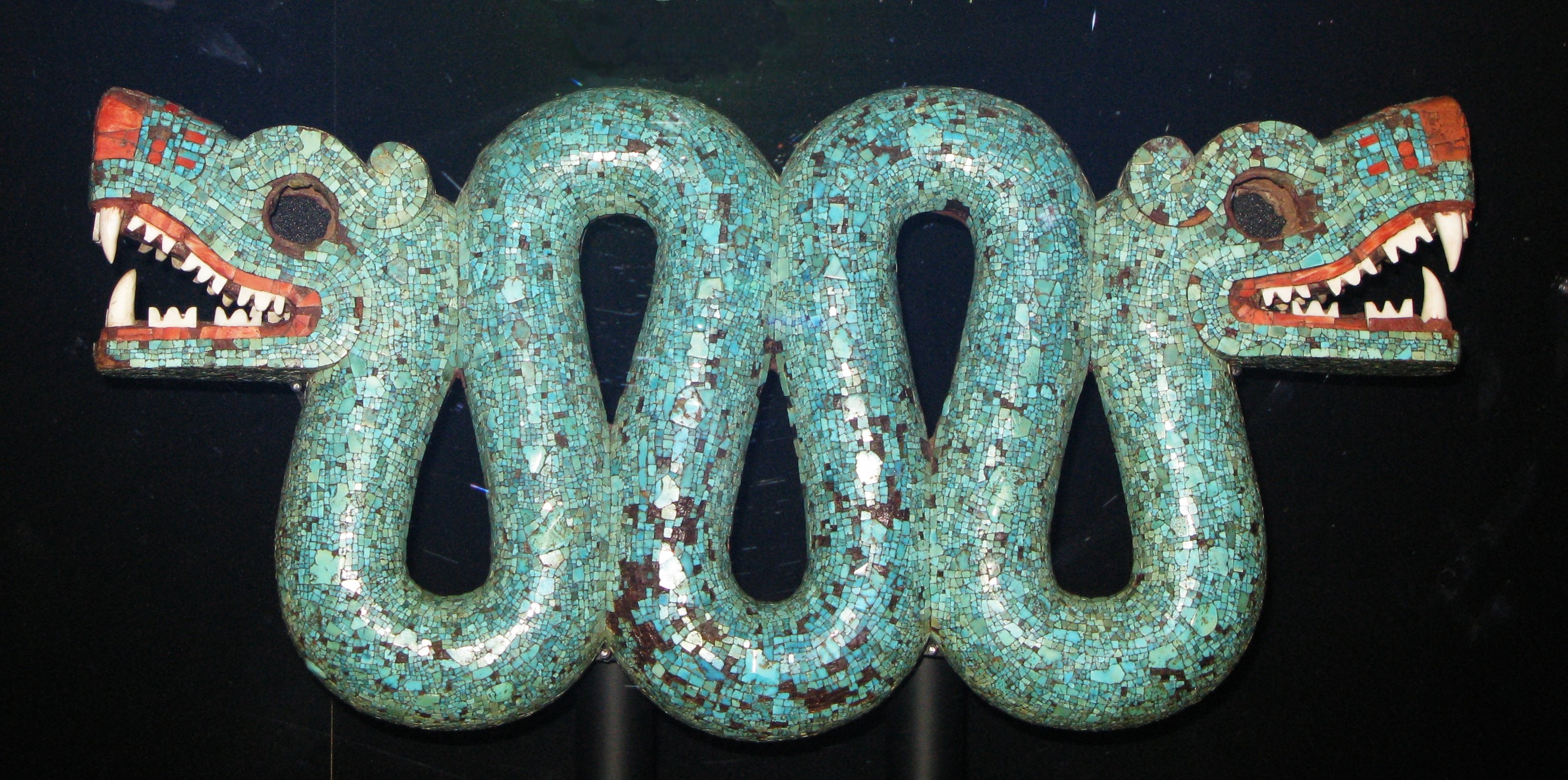
Ornamento mexica (azteca) en forma de serpiente bicéfala, cubierto de mosaico de turquesa. México, siglos XV a XVI d. C.

La turquesa, como gema, era muy apreciada en tiempos antiguos en norte y Centroamérica, siendo objeto de un activo comercio entre diferentes pueblos.
En el área de influencia del náhuatl —idioma capaz de complejas metáforas y dueño de un amplio vocabulario cromático que incluye al color turquesa (xippālli)—, el conjunto de las coloraciones verdeazuladas se asociaba simbólicamente con el agua y la vegetación, que se entendían como elementos indispensables para la vida. Algunos materiales preciosos con esta coloración, como la turquesa, el jade y las plumas de quetzal, representaban metafóricamente al agua y a la vegetación, y también lo hacían los colores de estos materiales.
Asimismo, un texto náhuatl dice que la casa del dios Quetzalcóatl tiene «travesaños color de turquesa», sugiriendo que el color, y no sólo la piedra homónima, tenía un valor simbólico asociado con la nobleza y con lo divino.

#### Azul maya

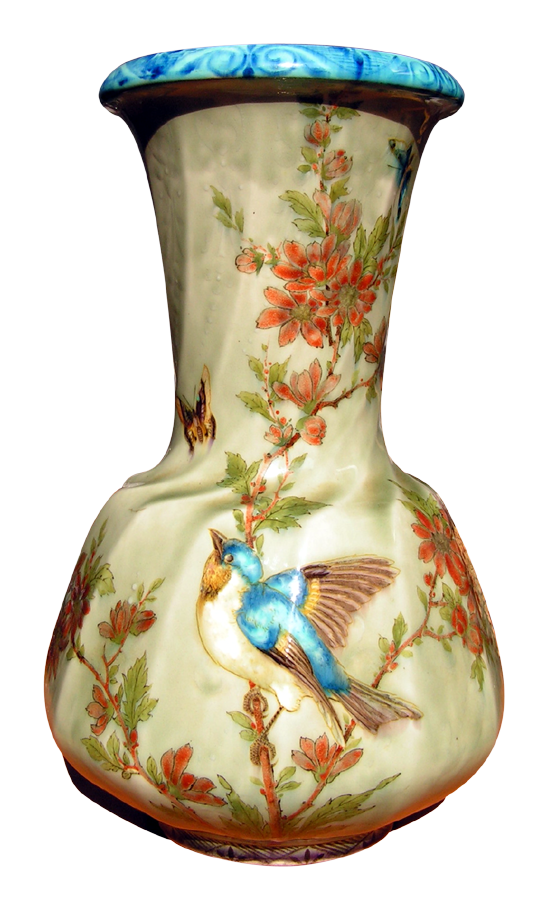
Vaso de cerámica firmado por Théodore Deck. El color bleu de Deck puede verse en el dorso del pájaro.

En el área de influencia de la cultura maya, por otra parte, se elaboró por lo menos desde el 150 d. C. un pigmento notable por su durabilidad, llamado «azul maya», que frecuentemente era de color turquesa o aturquesado. Aunque se usó para pintar todo tipo de superficies, algunos antropólogos consideran que pudo desempeñar un papel simbólico en las ceremonias relacionadas con Chaac, el dios de la lluvia, al representar al agua.

### Bleu de Deck
En 1861 el ceramista francés Joseph–Théodore Deck desarrolló un vidriado cerámico de color azul verdoso intenso que se volvió característico de su obra: el bleu de Deck (‘azul de Deck’), bleu Deck o bleu turquoise. Debajo se proporciona su color específico.
|            | Bleu de Deck       |
| ---------- | ------------------ |
| HTML       | #3EAEB1            |
| CMYK       | (65, 0, 26, 10)    |
| RGB        | (62, 174, 177)     |
| HSV        | (182°, 65 %, 69 %) |
| Referencia | [ 1 ]              |

### Turquesa pictórico
El turquesa que suele verse en pinturas para artistas es típicamente diferente del estándar. Su coloración responde a la del pigmento empleado en las pinturas comercializadas como de color «azul turquesa», «turquesa»: ftalocianina de cobre bromada. En el recuadro de abajo, la izquierda, se da una muestra aproximada de este color.
La similitud de este turquesa pictórico con el color de la turquesa natural se hace evidente al aclarar la pintura con blanco, como se ve debajo a la derecha.
|            | Azul glauco         | Azul turquesa aclarado |
| ---------- | ------------------- | ---------------------- |
| HTML       | #007E8B             | #009A9D                |
| CMYK       | (100, 30, 40, 0)    | (80, 10, 35, 0)        |
| RGB        | (0, 126, 139)       | (0, 154, 157)          |
| HSV        | (186°, 100 %, 55 %) | (181°, 100 %, 62 %)    |
| Referencia | [ 1 ]               | [ 1 ]                  |

### Moda

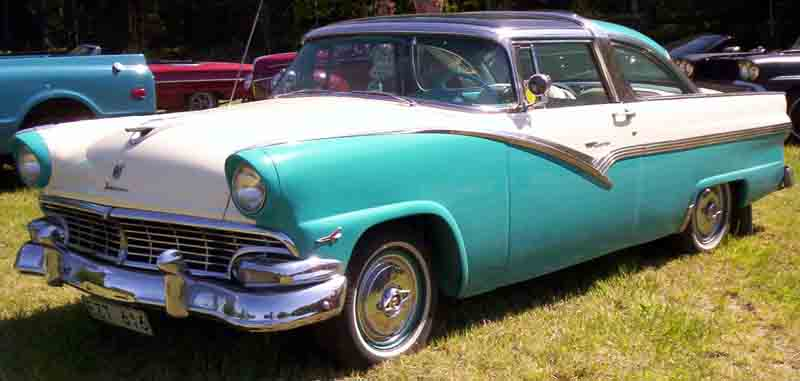
Ford Fairlane Crown Victoria de 1956, mostrando una combinación de turquesa —por entonces en boga— y blanco

El color turquesa está sujeto a los vaivenes de la moda, siendo elegido una y otra vez por los coloristas que definen las combinaciones cromáticas predilectas de cada temporada. Fue particularmente popular en los años 1950.

### Ejemplos de coloraciones turquesas
| Nombre                 | Muestra | Cod. Hex. | RGB | RGB | RGB | HSV  | HSV  | HSV |
| ---------------------- | ------- | --------- | --- | --- | --- | ---- | ---- | --- |
| Aguamarina             |         | #9FD5D1   | 159 | 213 | 209 | 176° | 25%  | 84% |
| Azul Tiffany           |         | #81D8D0   | 129 | 216 | 208 | 174° | 40%  | 85% |
| Turquesa               |         | #5DC1B9   | 93  | 193 | 185 | 175° | 52%  | 76% |
| Azul turquesa          |         | #55B4B0   | 85  | 180 | 176 | 177° | 53%  | 71% |
| Cardenillo o verdigrís |         | #43B3AE   | 67  | 179 | 174 | 177° | 46%  | 48% |
| Acua                   |         | #66ADA4   | 102 | 173 | 164 | 172° | 41%  | 68% |
| Verde turquesa         |         | #49B675   | 73  | 182 | 117 | 144° | 60%  | 71% |
| Verde Veronés          |         | #18A88D   | 24  | 168 | 141 | 169° | 86%  | 66% |
| Verde persa            |         | #00A693   | 0   | 166 | 147 | 173° | 100% | 65% |
| Azul verde             |         | #009C8C   | 0   | 156 | 140 | 174° | 100% | 61% |
| Azul turquesa          |         | #08E8DE   | 8   | 232 | 222 | 177° | 97%  | 91% |

### Colores web
Los colores web establecidos por protocolos informáticos para su uso en páginas web incluyen cuatro tonalidades llamadas turquoise (turquesa). En programación es posible invocarlas por su nombre, además de por sus valores hexadecimales. Véase colores HTML.
|           | PaleTurquoise      | Turquoise          | DarkTurquoise       | MediumTurquoise    |
| HTML      | #AFEEEE            | #40E0D0            | #00DED1             | #48D1CC            |
| RGB       | (175, 238, 238)    | (64, 224, 208)     | (0, 222, 209)       | (72, 209, 204)     |
| HSV       | (180°, 26 %, 93 %) | (174°, 71 %, 88 %) | (176°, 100 %, 87 %) | (178°, 66 %, 82 %) |
| Protocolo | X11                | X11                | X11                 | X11                |

## Galerías

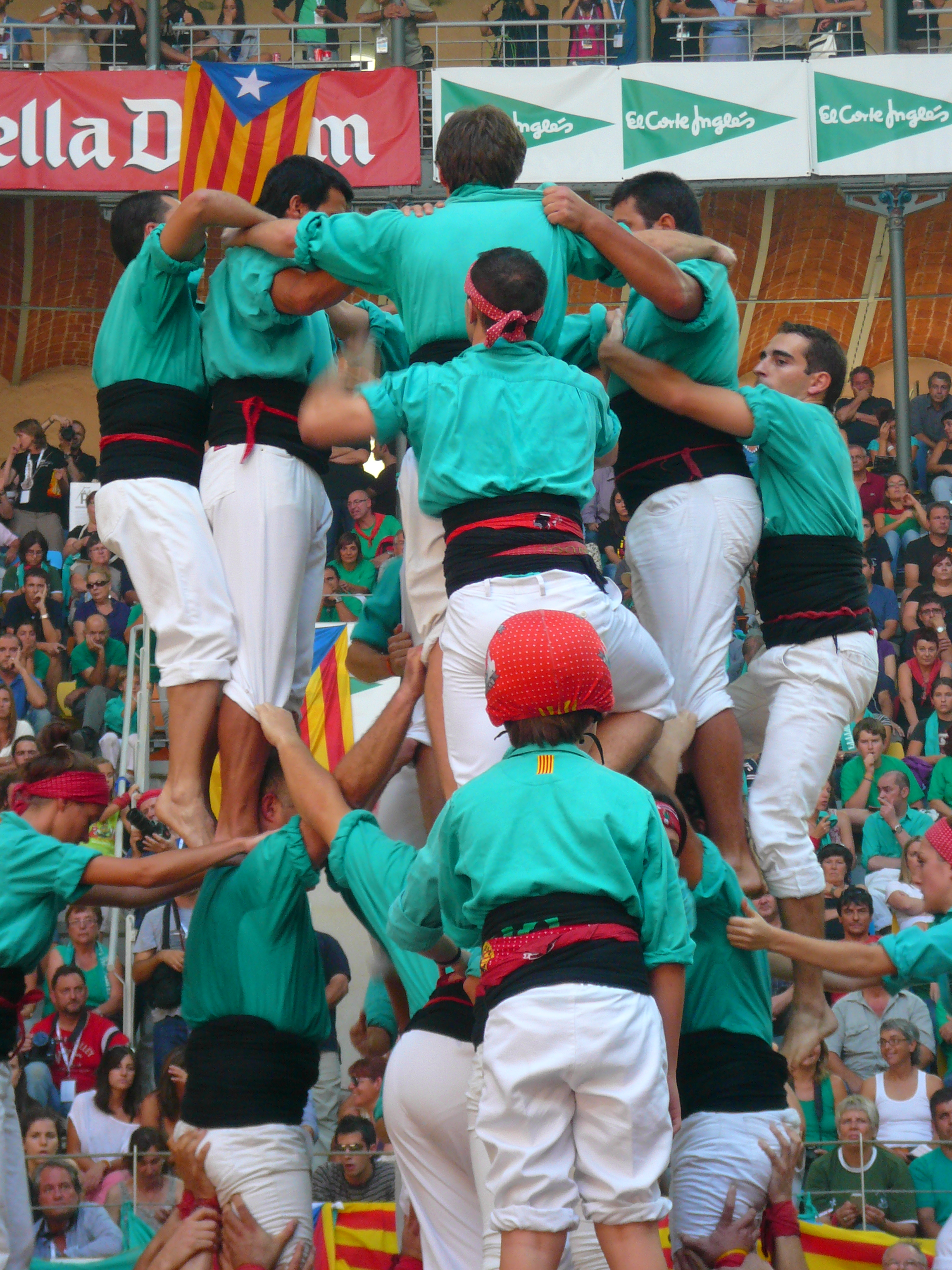
Uniforme de Castellers de Vilafranca
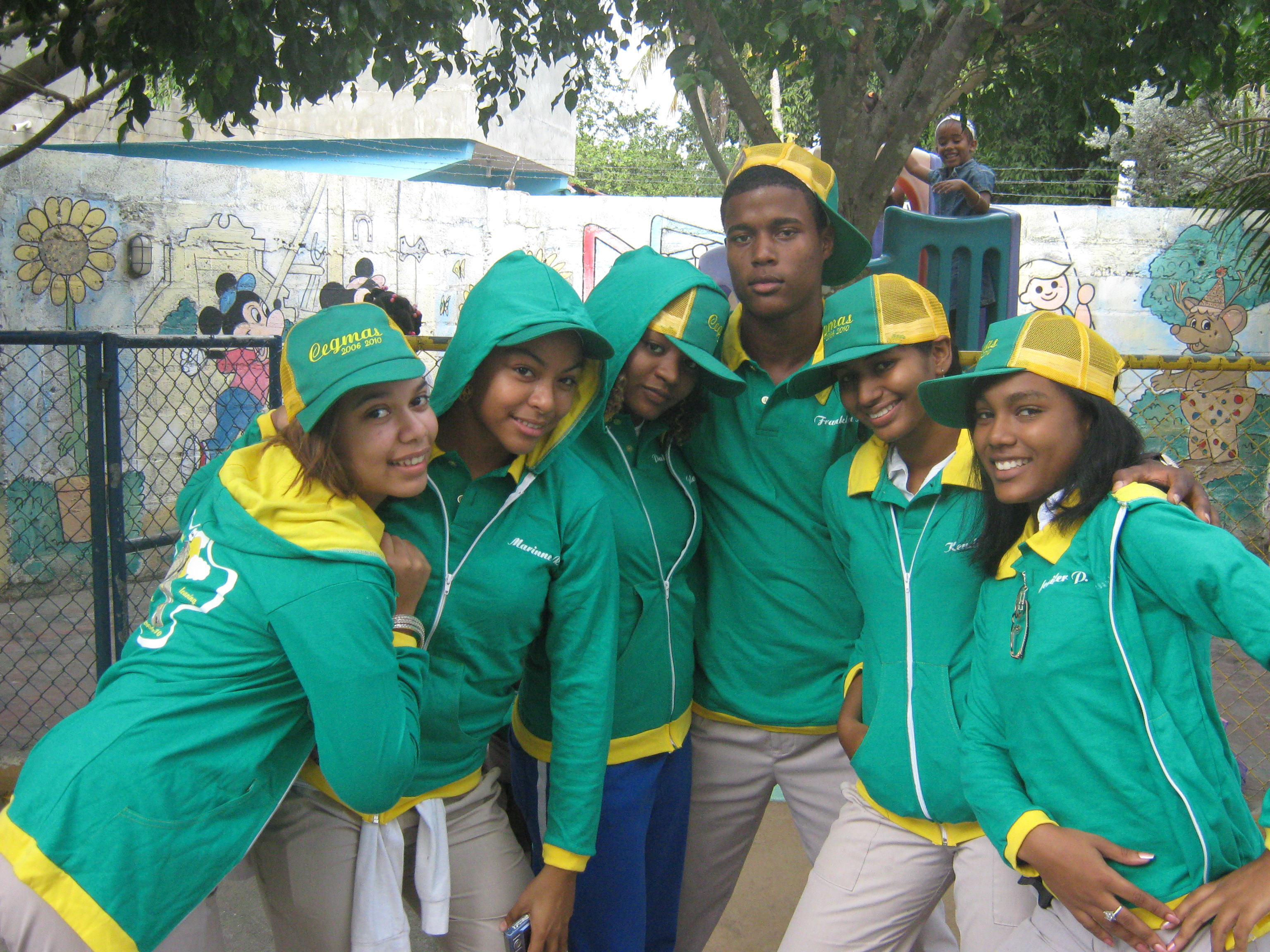
Vestuario deportivo
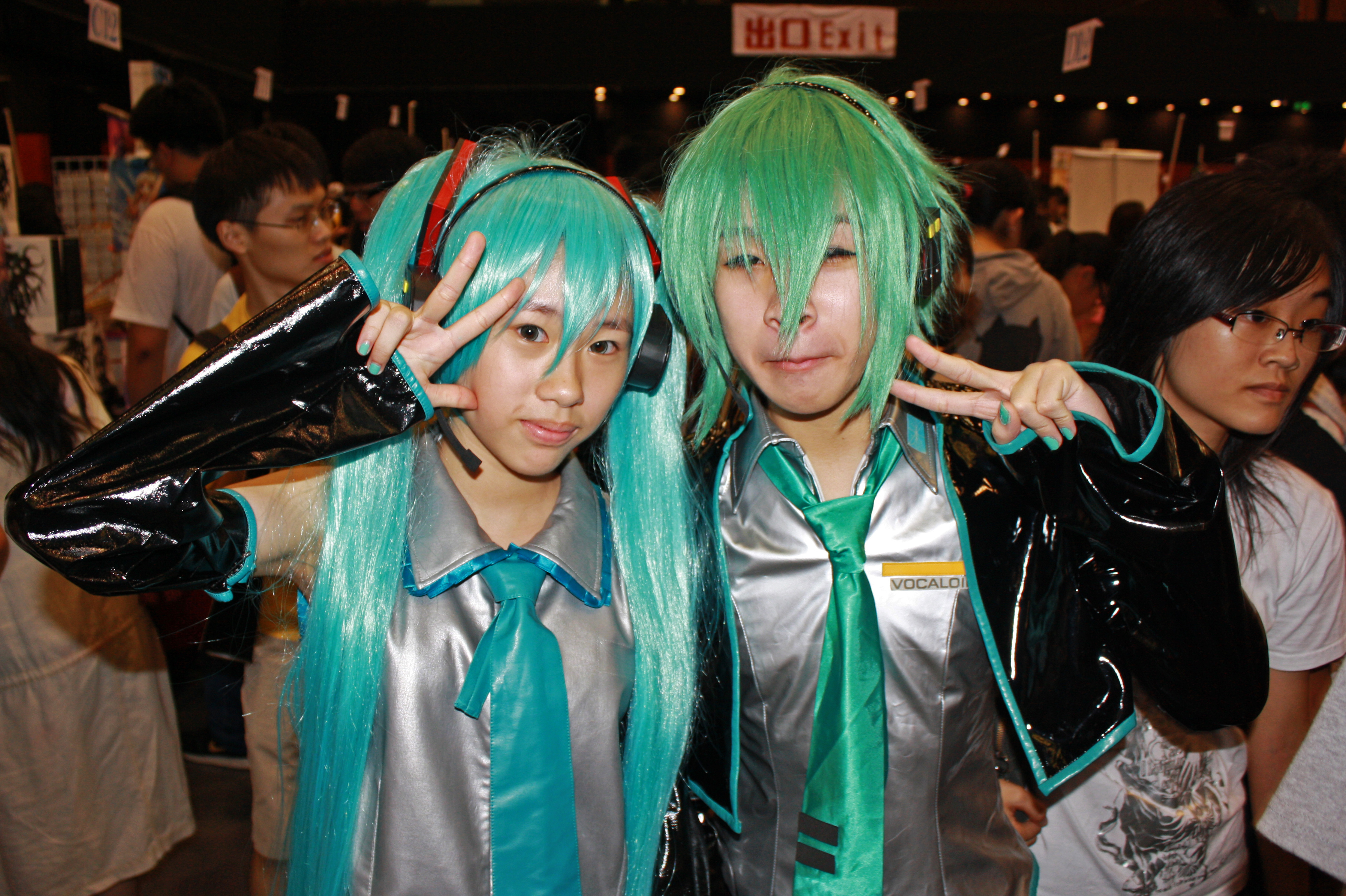
A la izquierda composición en turquesa y a la derecha en color verde turquesa.
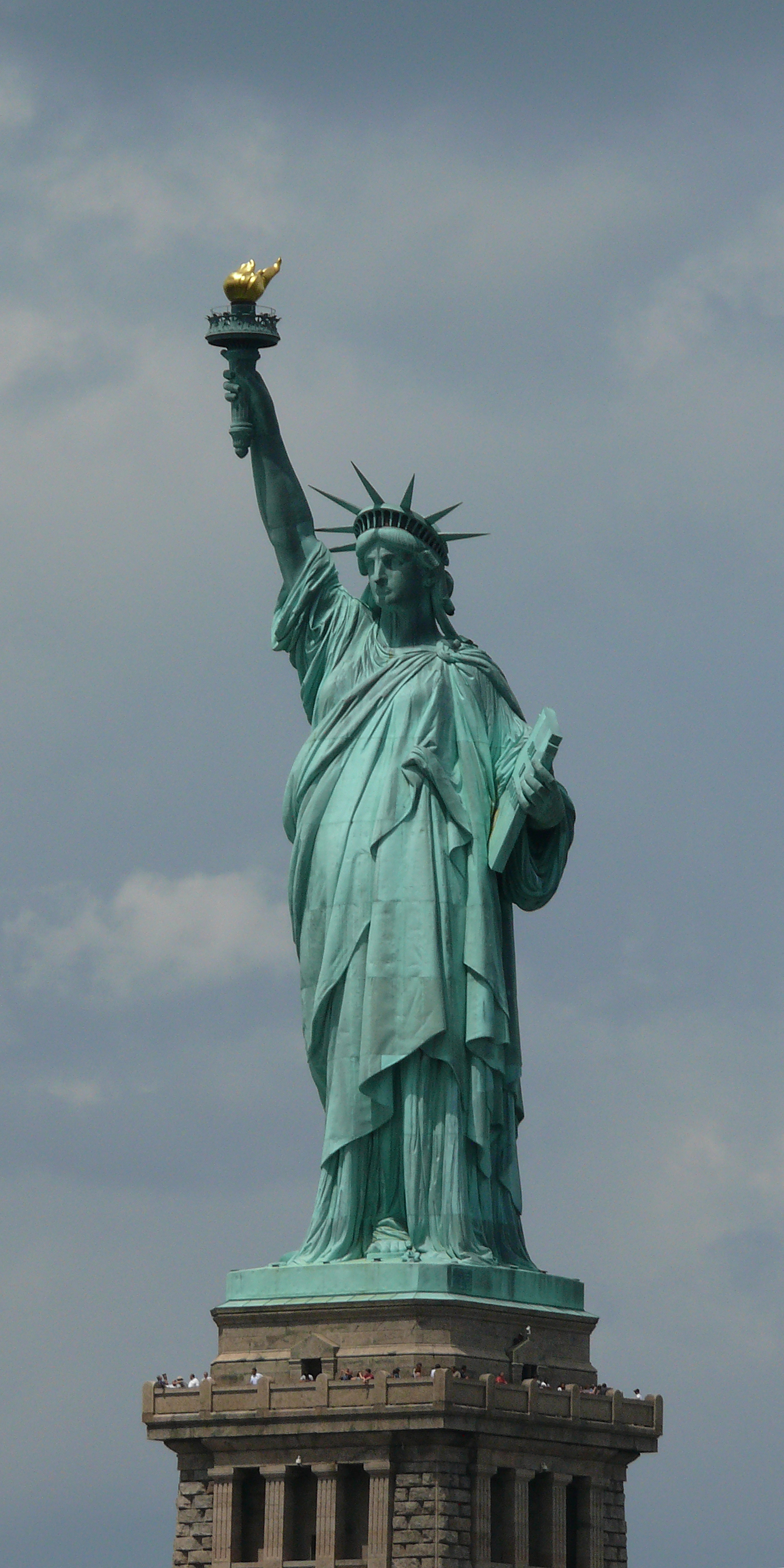
Color cardenillo de la Estatua de la Libertad
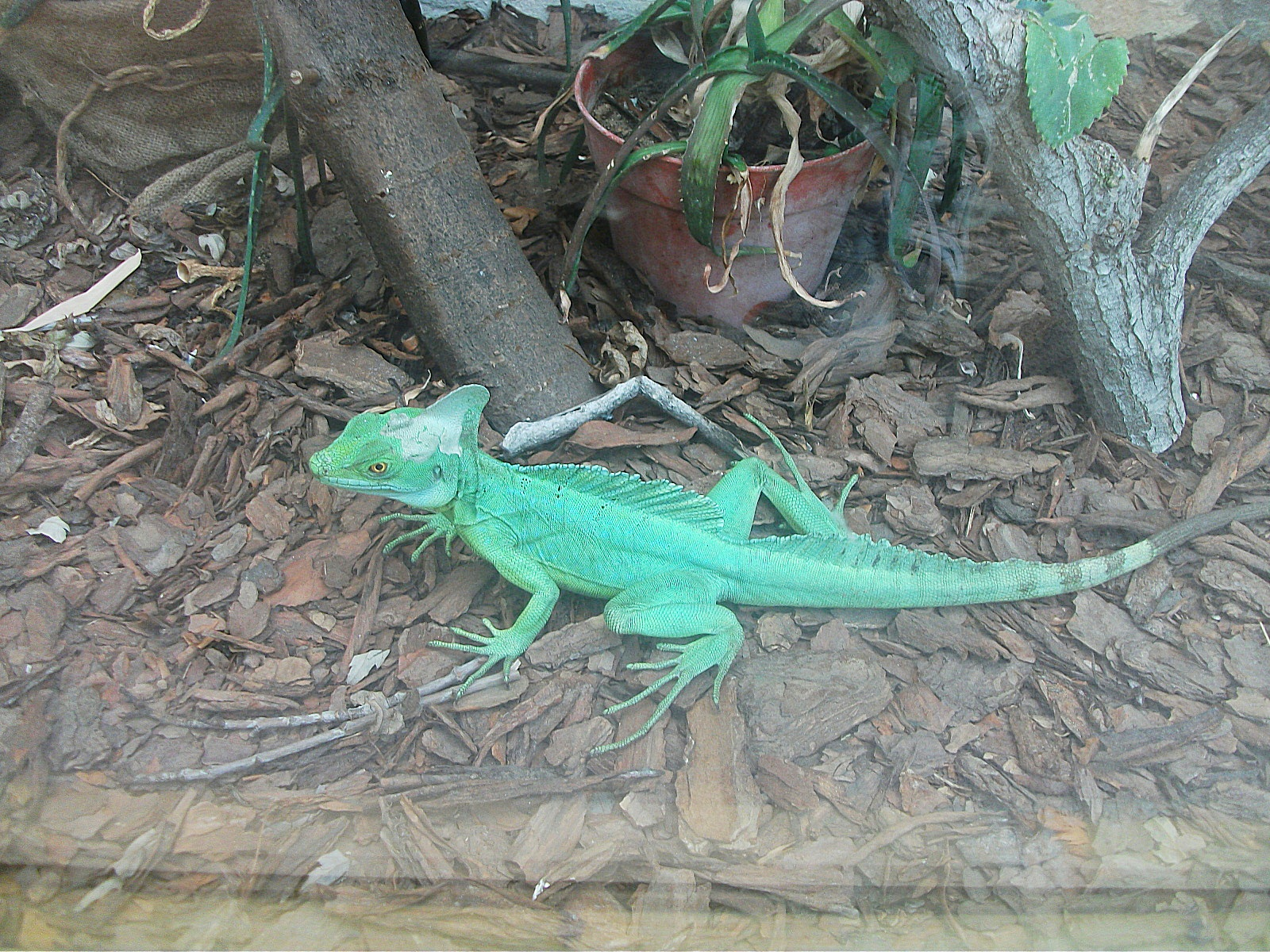
Basilisco
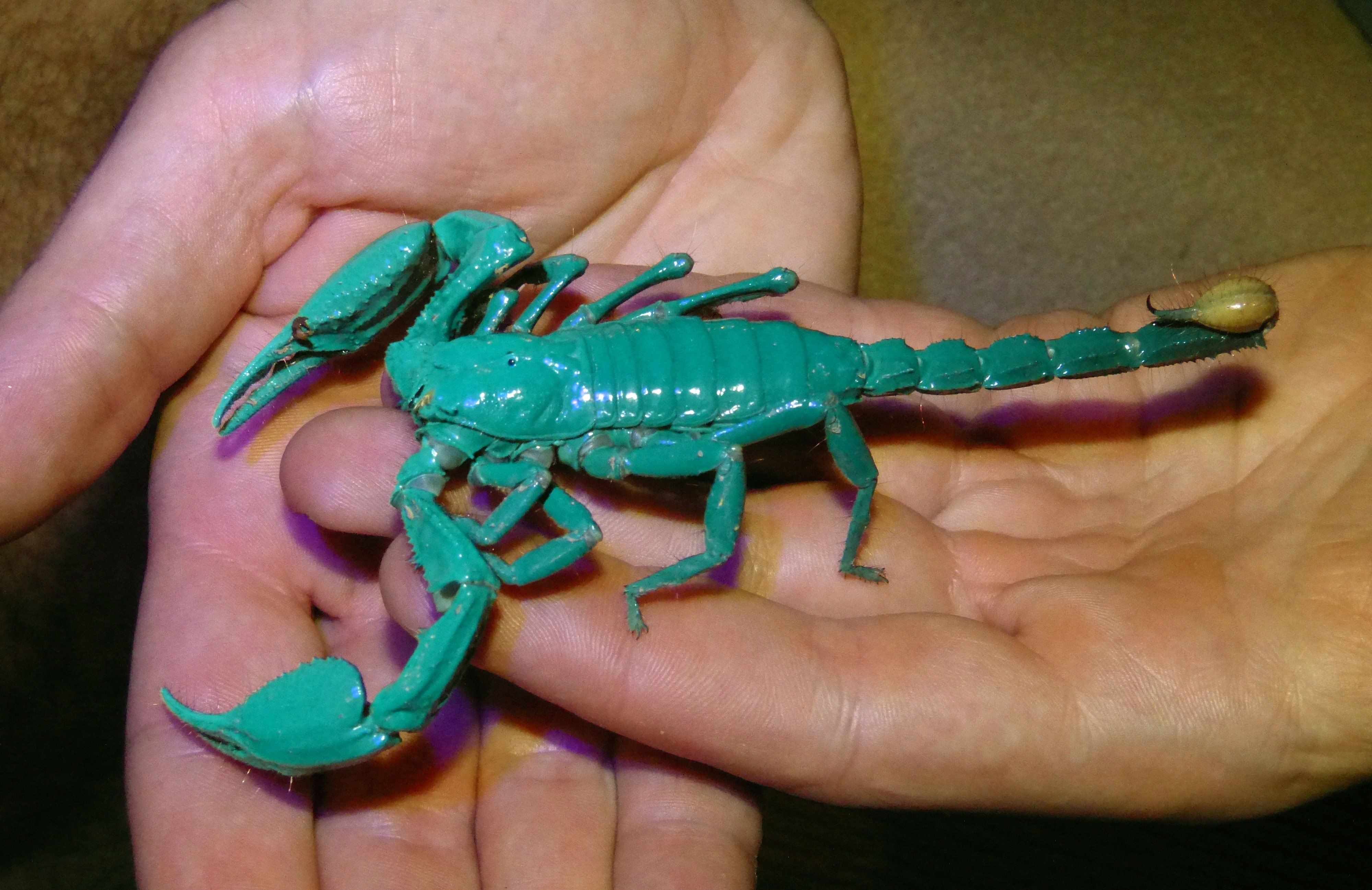
Escorpión del bosque asiático
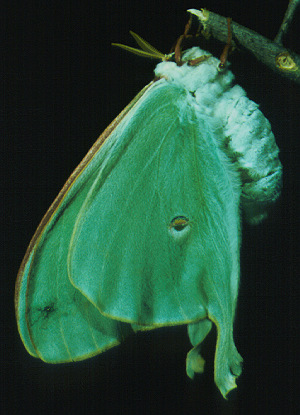
Mariposa luna de color verde turquesa
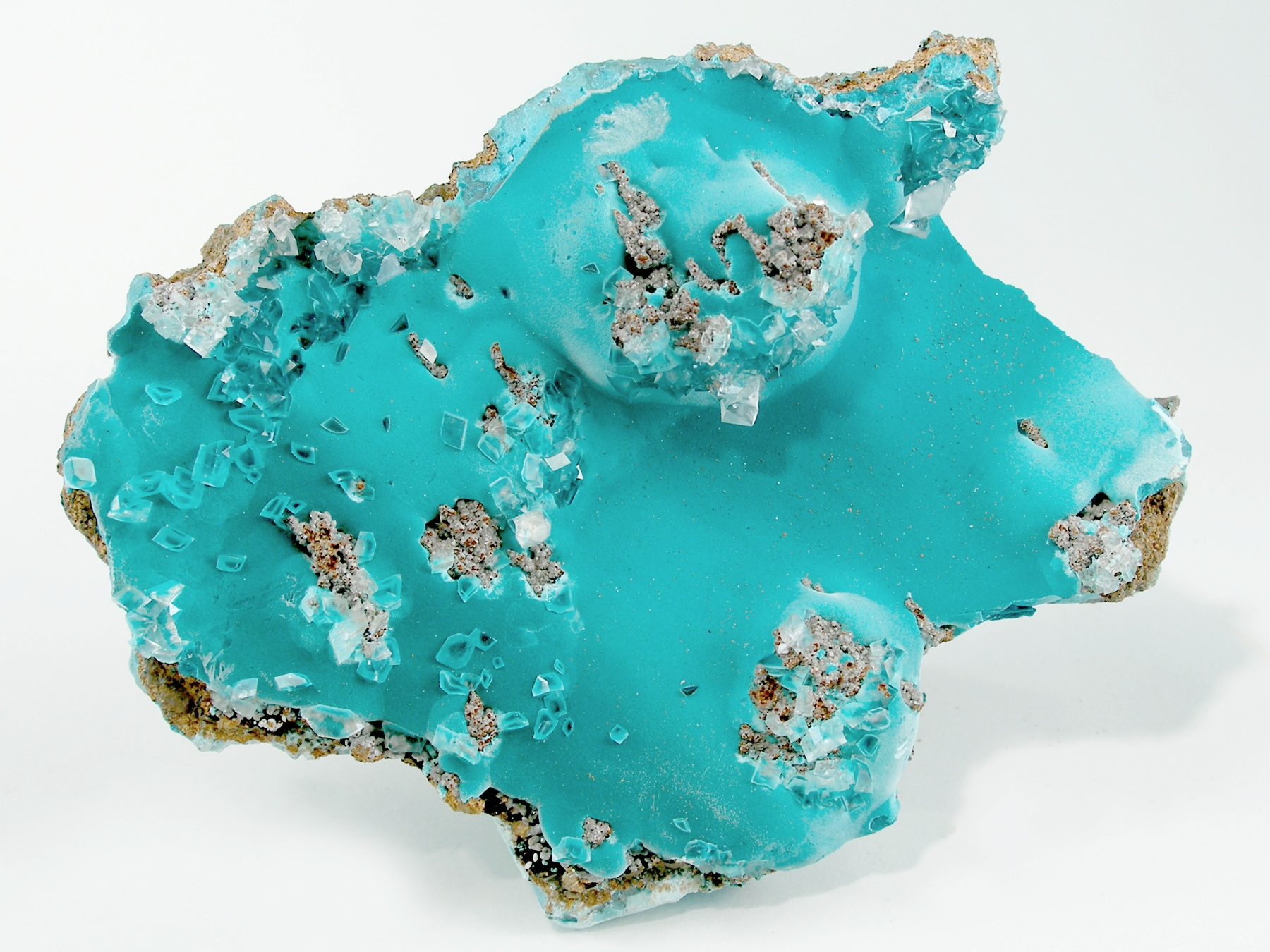
Mineral rosasita
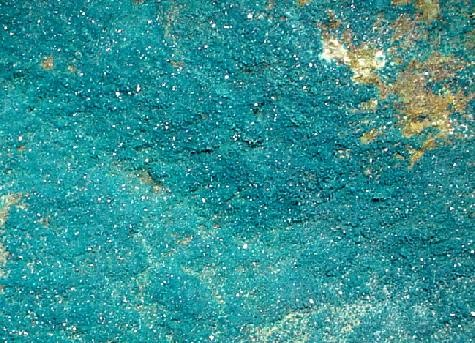
Langita azul turquesa
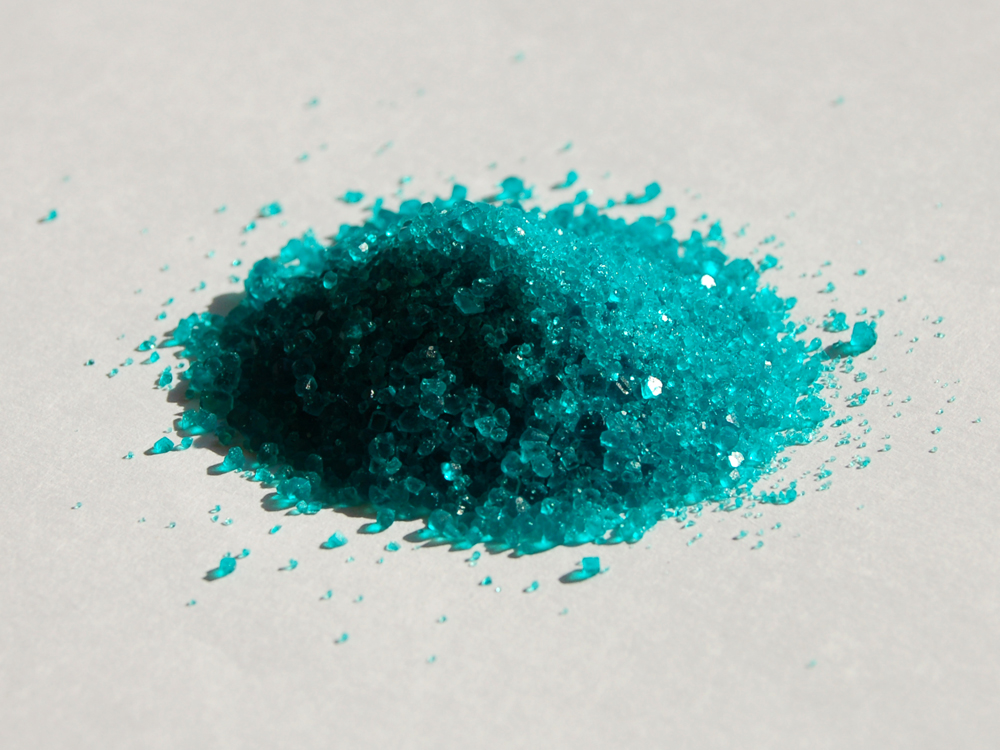
Sulfato de níquel hidratado